# 内海清温
内海 清温（うつみ きよはる、1890年（明治23年）12月6日 - 1984年（昭和59年）3月9日）は、大正時代から昭和時代の土木工学者、内務官僚。

## 経歴・人物
鳥取県久米郡倉吉町（現・倉吉市）に生まれる。第一高等学校を経て、1915年（大正4年）東京帝国大学工科大学土木工学科を卒業し、内務省に入省する。江戸川改修事務所勤務として江戸川分流頭首工事を担当する。1919年（大正8年）9月に退官し、朝鮮に渡り電気化学工業（現・デンカ）の発電水力調査業務に従事。工務部土木課長として朝鮮での10万kW級の水力発電所の建設可能性を現地調査し、帰朝後は宮崎県の大淀川の水力発電所建設所長に転じ、1万5千kWと3万kWの2ヵ所の水力発電所を建設した。
1927年（昭和2年）には独立し水力コンサルタントを開業する。青森県、宮城県、福島県などの各県や黒部川電力、越後電力、山陽中央水電、雄谷川電力などの電力会社、横須賀市、兵庫県阪神上水道調査、大阪府営水道調査、埼玉県水利資源調査など水道会社の顧問を歴任し、さらに東京帝国大学、早稲田大学、日本大学の水力発電工学の講師を担当した。うち東京帝国大学工学部土木工学科講師は、1936年（昭和11年）より15年間務めた。教え子に畑野正、生出久也、石上立夫などがいる。
1937年（昭和12年）富士川電力（日本軽金属の前身）に入り取締役土木部長として富士川水力発電10万KW建設に従事。1939年（昭和14年）日本軽金属取締役電力建設部長に転じ、日本発送電建設局土木建設部長、土木局長、建設局長を経て、1945年（昭和20年）7月、建設技術研究所を創立し、同所長に就任した。研究所では熊川信之、林栄港、谷田沢正治、梅田昌郎などを育て上げた。1948年（昭和23年）10月に研究所理事長に転じ、建設機械化協会副会長および会長を経て、1956年（昭和31年）8月に電源開発総裁に就任。佐久間発電所に続いて奥只見、田子倉、御母衣などの大規模水力発電所の建設を指揮した。のち1957年（昭和32年）6月に土木学会会長に就任。1984年（昭和59年）3月9日、自宅にて死去した。
ほか、クリスチャンとして社会福祉の発展に尽力し、日本心身障害者協会理事長を務めた。

## 受賞
- 1942年（昭和17年） - 土木学会賞[1]
- 1966年（昭和41年）5月 - 土木学会功績賞[2]

## 栄典
位階
- 1984年（昭和59年）3月9日 - 正四位[2]

勲章等
- 1955年（昭和30年） - 藍綬褒章[1]